# Gran Premio del Brasile 1994
Il XXIII Gran Premio del Brasile è stata la gara d'apertura del campionato mondiale di Formula 1 1994. Si è disputato il 27 marzo sul circuito di Interlagos e ha visto la vittoria di Michael Schumacher, davanti a Damon Hill e Jean Alesi. La pole position era stata invece conquistata da Ayrton Senna, neo acquisto della Williams, poi ritiratosi in gara.

## Vigilia
In questa gara hanno debuttato cinque piloti: Roland Ratzenberger, Heinz-Harald Frentzen, Olivier Panis, Olivier Beretta e Jos Verstappen, oltre a due scuderie, entrambe inglesi: Simtek e Pacific Racing. Ritorneranno Bertrand Gachot ed Éric Bernard, quest'ultimo l'anno precedente era il tester della Ligier e commentatore televisivo.

## Qualifiche
Nelle sessioni di qualifica si è avuta questa situazione:
| Pos                     | Nº | Pilota                | Costruttore       | Tempo       | Distacco |
| ----------------------- | -- | --------------------- | ----------------- | ----------- | -------- |
| 1                       | 2  | Ayrton Senna          | Williams-Renault  | 1:15.962    |          |
| 2                       | 5  | Michael Schumacher    | Benetton-Ford     | 1:16.290    | +0.328   |
| 3                       | 27 | Jean Alesi            | Ferrari           | 1:17.385    | +1.423   |
| 4                       | 0  | Damon Hill            | Williams-Renault  | 1:17.554    | +1.592   |
| 5                       | 30 | Heinz-Harald Frentzen | Sauber-Mercedes   | 1:17.806    | +1.844   |
| 6                       | 10 | Gianni Morbidelli     | Footwork-Ford     | 1:17.866    | +1.904   |
| 7                       | 29 | Karl Wendlinger       | Sauber-Mercedes   | 1:17.927    | +1.965   |
| 8                       | 7  | Mika Häkkinen         | McLaren-Peugeot   | 1:18.122    | +2.160   |
| 9                       | 6  | Jos Verstappen        | Benetton-Ford     | 1:18.183    | +2.221   |
| 10                      | 3  | Ukyo Katayama         | Tyrrell-Yamaha    | 1:18.194    | +2.232   |
| 11                      | 9  | Christian Fittipaldi  | Footwork-Ford     | 1:18.204    | +2.242   |
| 12                      | 4  | Mark Blundell         | Tyrrell-Yamaha    | 1:18.246    | +2.284   |
| 13                      | 20 | Érik Comas            | Larrousse-Ford    | 1:18.321    | +2.359   |
| 14                      | 14 | Rubens Barrichello    | Jordan-Hart       | 1:18.414    | +2.452   |
| 15                      | 23 | Pierluigi Martini     | Minardi-Ford      | 1:18.659    | +2.697   |
| 16                      | 15 | Eddie Irvine          | Jordan-Hart       | 1:18.751    | +2.789   |
| 17                      | 28 | Gerhard Berger        | Ferrari           | 1:18.855    | +2.893   |
| 18                      | 8  | Martin Brundle        | McLaren-Peugeot   | 1:18.864    | +2.902   |
| 19                      | 26 | Olivier Panis         | Ligier-Renault    | 1:19.304    | +3.342   |
| 20                      | 25 | Éric Bernard          | Ligier-Renault    | 1:19.398    | +3.436   |
| 21                      | 12 | Johnny Herbert        | Lotus-Mugen-Honda | 1:19.483    | +3.521   |
| 22                      | 24 | Michele Alboreto      | Minardi-Ford      | 1:19.517    | +3.555   |
| 23                      | 19 | Olivier Beretta       | Larrousse-Ford    | 1:19.524    | +3.562   |
| 24                      | 11 | Pedro Lamy            | Lotus-Mugen-Honda | 1:19.975    | +4.013   |
| 25                      | 34 | Bertrand Gachot       | Pacific-Ilmor     | 1:20.729    | +4.767   |
| 26                      | 31 | David Brabham         | Simtek-Ford       | 1:21.186    | +5.224   |
| Vetture non qualificate |    |                       |                   |             |          |
| NQ                      | 32 | Roland Ratzenberger   | Simtek-Ford       | 1:22.707    | +6.745   |
| NQ                      | 33 | Paul Belmondo         | Pacific-Ilmor     | senza tempo |          |

## Gara
Scattato dalla pole position, Ayrton Senna prende immediatamente il comando della corsa. Dietro di lui, Michael Schumacher parte male e viene sopravanzato da Jean Alesi, che si issa in seconda posizione. Già al 2º giro, però, il tedesco sorpassa di nuovo il francese della Ferrari e si mette ad inseguire Senna, che aveva già accumulato 4 secondi di vantaggio. Giro dopo giro, Schumacher riduce il distacco, fino a quando, alla 21ª tornata, sia lui che Senna rientrano ai box per il pit stop, a pochi decimi di secondo l'uno dall'altro. I meccanici della Benetton si rivelano più rapidi di quelli della Williams e Schumacher riesce a ripartire davanti a Senna.
Il tedesco si ritrova quindi al comando, con un buon margine sul brasiliano. Damon Hill, nel frattempo, riesce a sopravanzare Alesi, portandosi terzo. Più indietro, Karl Wendlinger e Rubens Barrichello lottano per il quinto posto: alla fine riuscirà a spuntarla il giovane brasiliano. 
Al 35º giro, Martin Brundle, in quel momento settimo, comincia ad avere qualche problema meccanico sulla sua McLaren mentre percorre il rettilineo Reta oposta. Alle sue spalle, sopraggiunge Éric Bernard, che sta per essere doppiato da Eddie Irvine e Jos Verstappen che si contendono l'ottava posizione. L'olandese della Benetton tenta un primo attacco affiancando la Jordan dell'irlandese che, inizialmente, resta in scia al francese della Ligier. Intanto quest'ultimo è costretto a rallentare e a spostarsi gradualmente verso il centro della pista per evitare Brundle, che procede ancora lentamente in traiettoria. A questo punto, Irvine, non accorgendosi della presenza di Verstappen, procede al doppiaggio di Bernard costringendo l'olandese ad allargare ancora di più la traiettoria della sua Benetton che finisce con due ruote sull'erba. La monoposto perde aderenza e, essendo ormai ingovernabile, travolge le altre tre vetture e decolla, compiendo una capriola a mezz'aria e ricadendo pesantemente nella via di fuga. Nella carambola, Brundle viene colpito al capo dalla ruota posteriore destra della Benetton, ma né lui, né gli altri piloti coinvolti subìscono conseguenze fisiche. Per aver causato questo incidente, Irvine sarà squalificato per una gara. Penalità, in appello, estesa a tre gare.
Schumacher frattanto accumula 10 secondi di vantaggio sugli inseguitori prima del secondo pit stop, dopo il quale Senna inizia a recuperare: al 55º giro i due di testa doppiano Hill, divisi da soli 5 secondi. Poco dopo, però, Senna va in testacoda ed è costretto al ritiro, spianando al tedesco la strada per la vittoria. Dunque Schumacher vince la gara con il Hill e Alesi che completano il podio ad oltre un giro di distacco. Finiscono a punti Barrichello, Katayama e Wendlinger, questi due a due giri di distacco dal tedesco.

### Risultati
I risultati del gran premio sono i seguenti:
| Pos | Nº | Pilota                | Costruttore       | Giri | Tempo/Ritiro                    | Griglia | Punti |
| --- | -- | --------------------- | ----------------- | ---- | ------------------------------- | ------- | ----- |
| 1   | 5  | Michael Schumacher    | Benetton-Ford     | 71   | 1:35:38.759                     | 2       | 10    |
| 2   | 0  | Damon Hill            | Williams-Renault  | 70   | +1 giro                         | 4       | 6     |
| 3   | 27 | Jean Alesi            | Ferrari           | 70   | +1 giro                         | 3       | 4     |
| 4   | 14 | Rubens Barrichello    | Jordan-Hart       | 70   | +1 giro                         | 14      | 3     |
| 5   | 3  | Ukyo Katayama         | Tyrrell-Yamaha    | 69   | +2 giri                         | 10      | 2     |
| 6   | 29 | Karl Wendlinger       | Sauber-Mercedes   | 69   | +2 giri                         | 7       | 1     |
| 7   | 12 | Johnny Herbert        | Lotus-Mugen-Honda | 69   | +2 giri                         | 21      |       |
| 8   | 23 | Pierluigi Martini     | Minardi-Ford      | 69   | +2 giri                         | 15      |       |
| 9   | 20 | Érik Comas            | Larrousse-Ford    | 68   | +3 giri                         | 13      |       |
| 10  | 11 | Pedro Lamy            | Lotus-Mugen-Honda | 68   | +3 giri                         | 24      |       |
| 11  | 26 | Olivier Panis         | Ligier-Renault    | 68   | +3 giri                         | 19      |       |
| 12  | 31 | David Brabham         | Simtek-Ford       | 67   | +4 giri                         | 26      |       |
| Rit | 2  | Ayrton Senna          | Williams-Renault  | 55   | Testacoda                       | 1       |       |
| Rit | 8  | Martin Brundle        | McLaren-Peugeot   | 34   | Incidente con altre tre vetture | 18      |       |
| Rit | 15 | Eddie Irvine          | Jordan-Hart       | 34   | Incidente con altre tre vetture | 16      |       |
| Rit | 6  | Jos Verstappen        | Benetton-Ford     | 34   | Incidente con altre tre vetture | 9       |       |
| Rit | 25 | Éric Bernard          | Ligier-Renault    | 34   | Incidente con altre tre vetture | 20      |       |
| Rit | 4  | Mark Blundell         | Tyrrell-Yamaha    | 21   | Testacoda                       | 12      |       |
| Rit | 9  | Christian Fittipaldi  | Footwork-Ford     | 21   | Cambio                          | 11      |       |
| Rit | 30 | Heinz-Harald Frentzen | Sauber-Mercedes   | 15   | Testacoda                       | 5       |       |
| Rit | 7  | Mika Häkkinen         | McLaren-Peugeot   | 13   | Motore                          | 8       |       |
| Rit | 24 | Michele Alboreto      | Minardi-Ford      | 7    | Motore                          | 22      |       |
| Rit | 10 | Gianni Morbidelli     | Footwork-Ford     | 5    | Cambio                          | 6       |       |
| Rit | 28 | Gerhard Berger        | Ferrari           | 5    | Motore                          | 17      |       |
| Rit | 19 | Olivier Beretta       | Larrousse-Ford    | 2    | Collisione con B.Gachot         | 23      |       |
| Rit | 34 | Bertrand Gachot       | Pacific-Ilmor     | 1    | Collisione con O.Beretta        | 25      |       |
| NQ  | 32 | Roland Ratzenberger   | Simtek-Ford       |      | Non qualificato                 |         |       |
| NQ  | 33 | Paul Belmondo         | Pacific-Ilmor     |      | Non qualificato                 |         |       |

## Statistiche
Piloti
- 3ª vittoria per Michael Schumacher;
- 63° pole position per Ayrton Senna;
- 1º Gran Premio per Roland Ratzenberger, Heinz-Harald Frentzen, Olivier Panis, Olivier Beretta e Jos Verstappen;

## Classifiche

### Piloti
| Pos | Pilota             | Punti |
| --- | ------------------ | ----- |
| 1   | Michael Schumacher | 10    |
| 2   | Damon Hill         | 6     |
| 3   | Jean Alesi         | 4     |
| 4   | Rubens Barrichello | 3     |
| 5   | Ukyo Katayama      | 2     |
| 6   | Karl Wendlinger    | 1     |

### Costruttori
| Pos | Costruttore      | Punti |
| --- | ---------------- | ----- |
| 1   | Benetton-Ford    | 10    |
| 2   | Williams-Renault | 6     |
| 3   | Ferrari          | 4     |
| 4   | Jordan-Hart      | 3     |
| 5   | Tyrrell-Yamaha   | 2     |
| 6   | Sauber-Mercedes  | 1     |